# NGC 1498
NGC 1498 je trojna zvijezda u zviježđu Eridanu. 

## Vanjske poveznice
- SEDS: NGC 1498